# Lexx (Musiker)
Lexx (* 1972; bürgerlich Alexander Storrer) ist ein Schweizer Musikproduzent und ehemaliger Rapper aus Zürich.

## Biografie
Der 1972 in Zürich geborene Lexx begann Anfang der 1990er eine Berufslehre im Zürcher Stadtteil Niederdorf. Dabei begann er, seine ersten Hip-Hop-Beats zu produzieren. Als DJ, Rapper und Mitglied der Gruppe Bonafide, konnte sich Lexx in der Zürcher Hip-Hop-Szene etablieren. 1997 lernte er den Schwamendinger Rapper Bligg kennen. Gemeinsam mit Gleiszwei erarbeiteten sie das Stück Kein Kampf um de Titel und als Duo den Song Wänn Mier Für Eu Da Sind, welche 1998 auf dem Sampler Chocolate, Cheese & Sounds zu hören waren. Bligg'n'Lexx arbeiteten in den Folgejahren mit Rappern wie Spooman und E.K.R. zusammen, ehe sie 1999 ihre erste Single Schnitzeljagd veröffentlichten.
Über das Musiklabel Coffee wurde im Jahr 2000 schliesslich ihr erstes Album Nahdisnah veröffentlicht. Anschliessend folgte eine Bligg'n'Lexx-Tour, auf welcher die beiden von DJ Cutmando begleitet wurden. Unter anderem traten sie im Sommer 2000 am Open Air St.Gallen auf. Ein Jahr später veröffentlichte Bligg sein Soloalbum Normal, auf welchem ihn Lexx als Produzent auf drei Songs und Gastrapper auf einem Song unterstützte.
Die Single Relaxtra, auf welcher neben Bligg und Lexx auch Stress vertreten war, platzierte sich auf Platz 19 in der Schweizer Single-Hitparade.
Lexx produzierte zwischen 2000 und 2002 für Künstler wie Rokator, E.K.R., Greis, Nox, TAZ, Tibner97ner, Zora, Spooman oder Big Zis. Auch für Bliggs zweites Album Odyssey schuf er mehrere Beats, einige davon in Zusammenarbeit mit seinem früheren Partner. Des Weiteren hatte Lexx zahlreiche Gastbeiträge als Rapper auf Alben von Oibel Troibel ,Tibner97ner und Spooman. In Zusammenarbeit mit Adrian Weyermann entstand 2001 spontan das Stück Basement Rock, welches auf dem Label Relish Records als Single veröffentlicht wurde. Zu dem Zeitpunkt begann er an Stücken zu arbeiten, welche Elemente aus Dub, Hip-Hop, Dance und Downbeat beinhalteten. Lexx' Debütalbum Lexxodus - Float Downstream erschien am 10. Februar 2002 über das Label Nation Music und bestand vorwiegend aus Instrumentalmusik.
In den darauffolgenden Jahren fokussierte sich Lexx hauptsächlich auf seine Karriere als DJ und wurde ein fester Bestandteil des Zürcher Nachtlebens. Er war einer der Resident-DJs der "Zürcher Dachkantine" bis zu deren Schliessung im Jahr 2005.
2006 veröffentlichte Lexx diverse Singles, unter anderem auf dem englischen Label Bear Funk und unter den Pseudonym Kawabata auf dem Label Drumpoet Community. Weitere Single-Veröffentlichungen folgten zum Beispiel auf dem Münchner Label Permanent Vacation, für das er auch die Französische Künstlerin Isabelle Antena remixen durfte.
Neben seinen regelmässigen DJ-Gigs in Zürich, spielte Lexx nun auch öfter in London und Berlin. Im November 2008 war er zum ersten Mal Gast in Tim Sweeny's Beats In Space Radio Show auf dem Sender WNYU-FM New York City. Im Sommer 2009 tourte er gemeinsam mit Quarion zum ersten Mal in Japan, mit mehreren Gigs in Tokyo, Nagoya und Osaka.
Am 28. August 2009 stand Lexx zum letzten Mal gemeinsam mit Bligg auf der Bühne. Anlass des gemeinsamen Auftrittes war das Bligg & Friends!-Konzert in St. Margrethen.
Als Produzent konnte sich Lexx International etablieren und wurde ein gefragter Remixer, mit Aufträgen von den Labels wie Claremont 56 (UK), Leng (UK), Running Back (D), DFA (USA), ESP Institute (USA), Golf Channel Recordings (USA) und einigen anderen. Von 2009 bis 2012 betreute er als Booker die DOSCI Nacht im Zürcher Zukunft (Club), bei dem er seit der Eröffnung im Herbst 2005 einer der Resident DJs ist.
Seinen DJ-Mixes wurden auf internationalen Plattformen wie Testpressing.org (UK), Noise in My Head (Australien), NTS Radio (UK), Red Light Radio (NL) oder FM Karuizawa (Japan) ausgestrahlt. Während Besuchen in New York City war er 2012 und 2015 erneut Gast bei der Beats In Space Radio Show. 2013 und 2014 folgten weitere Tourneen als DJ durch mehrere Städte Japans.
Im Juni 2019 veröffentlichte Lexx sein zweites Solo-Album Cosmic Shift. Als Gäste mit dabei sind die Sänger Woolfy und Harriett Brown, beide aus Los Angeles, Ella Thompson aus Melbourne, Jonny Spencer, der frühere Sänger der Gruppe Chicken Lips und die Sängerin Asé aus Zürich. Stilistisch bewegt sich das Album zwischen Neo-Soul, Dub, Popmusik und auch Fragmente von Hip-Hop sind zu hören. Im Herbst 2019 wurde Lexx als DJ zu dem Festival Zürich Meets Seoul eingeladen. Zeitgleich erschien das Album Cosmic Shift auf dem japanischen Markt, was zu einer kleinen Promo Tour in den Städten Tokyo, Kyoto und Osaka führte.
Von 2014 bis im April 2020 war Lexx Mitbetreiber des Zürcher Musiklabels Phantom Island, wo er für Artists and Repertoire sowie auch als Artdirector mehrerer Projekte verantwortlich war.
Im Sommer 2020 veröffentlichte Lexx unter dem Alias LX72 sein drittes Solo-Album New Affinity auf seinem eigenen Label Lexx Music. Auf dem Album befinden sich ausschliesslich instrumentale Stücke, die sich zwischen den Musikgenres House, Downbeat und Hip-Hop bewegen. Eine erweiterte Version des Albums mit mehreren Bonus-Tracks wurde im Frühjahr 2024 digital veröffentlicht. 
Im Oktober 2023 erschien Alex Storrers viertes Album Home Away From Home, das sich im Bereich von Downtempo, Electrinica und Ambient bewegt. 

## Diskografie

### Alben
- 2000: Nahdisnah (mit Bligg als Bligg'n'Lexx)
- 2002: Float Downstream (als Lexxodus)
- 2019: Cosmic Shift (als Lexx)
- 2020: New Affinity (als LX72)
- 2023: Home Away From Home (als Lexx)

### Singles
- 1999: Schnitzeljagd (mit Bligg)
- 2000: Du&Ich (mit Bligg und Pete Penicka)
- 2001: Relaxtra (mit Bligg und Stress)
- 2001: Lexxodus - Plattform 1
- 2002: Smokin@bd's (Crazy Beat Records)
- 2002: Basement Rock (mit Adrian Weyermann) (Relish Recordings)
- 2006: Sirocco/Slow Burning (Bear Funk)
- 2006: Symptom Of The Sea (Mindless Boogie)
- 2006: Kadena (Drumpoet Community) (als Kawabata)
- 2007: Axis Shift (Permanent Vacation)
- 2008: Eebay City (Big Bear)
- 2008: Persuasion (Drumpoet Community) (als Kawabata)
- 2008: Movin' On (Drumpoet Community) (als Kawabata)
- 2009: Feelin' It (Drumpoet Community) (als Kawabata)
- 2010: Serenity (Permanent Vacation)
- 2010: Messalina Edits Vol.7 (Messalina)
- 2010: Sooth Your Soul (Enterbt Records)
- 2013: Synchro Swim EP (Big Sun)
- 2014: Young Corner EP (Phantom Island)
- 2014: All That Is Now (Phantom Island)
- 2017: Giving Me Everything (Phantom Island) (als Turning Tides mit Reto Gaffuri)
- 2018: Hot Weather (Phantom Island) (mit Harriet Brown)
- 2019: Too Hot (Phantom Island) (mit Woolfy)
- 2019: State Of Resilience EP (Lexx Music) (als LX72)
- 2020: Cosmic Shift Remix EP (Phantom Island)
- 2020: LX72 Remixed (Lexx Music) (als LX72)
- 2023  LX72 1994/Pl'ayers (Lexx Music)
- 2024 Right By Your Side (Lexx Music) (mit Stimulator Jones)

### Remixes
- 2006: Zwicker – I Get My Kicks At Nighttime (Lexx Dub) (Compost Black Label)
- 2007: Antena – Bye Bye Papaye (Lexx Mix) (Permanent Vacation)
- 2008: Smith & Mudd – Shulme (Lexx Mix) (Claremont 56)
- 2008: Crowdpleaser & Ly Sander – Walking Home (Lexx' 7" Version) (Sonar Kollektiv)
- 2008: Dflex – Waltz (Kawabata Remix) (Tiny Sticks Records)
- 2009: Big Zis – Suure Räge (Lexx's Rägewald Remix) (Nation Music)
- 2010: Databoy – Thursday (Lexx Remix)&(Lexx Bonus Beats) (Running Back)
- 2010: Mountain People – 001 (Lexx Edit) (Mountain People)
- 2010: Cantoma – Gambarra (Lexx Remix) (Leng)
- 2011: Bison ft. Sal P of Liquid Liquid - Soup Fiction (Lexx Remix) (Claremont 56)
- 2011: The Project Club – Fields of Dreams (Lexx Remix) (Above Machine)
- 2011: The Incarnations – Let Love Find You (Lexx Remix) (Love Monk)
- 2011: Quintus Project – Nightflight (Lexx Remix) (Derwin)
- 2012: Soft Rocks – Wickerman (Lexx Remix) (ESP Institute)
- 2012: Seconds – Another Day (Lexx Remix)  (Above Machine)
- 2013: Woolfy vs. Projections – Set Me Loose (Lexx Remix) (Permanent Vacation)
- 2014: DJ Kaos – Swoop To Conquer (Lexx Remix) (Jolly Jams)
- 2014: Kejeblos - Please, Please, Please (Lexx Remix) (Phantom Island)
- 2014: Sinkane – How We Be (Lexx Remix)  (DFA/City Slang)
- 2014: Apiento & Co – E.S.P. (Lexx Escape From The Island Remix) (Golf Channel Recordings)
- 2015: Bing Ji Ling – Hanging On A String (Lexx Reconstruction)  (Phantom Island)
- 2016: Lauer – Acid Hump (Lexx Remix) (Permanent Vacation)
- 2016: Apiento & Co – E.S.P. (Lexx Sunset Ashram Remix)  (Phantom Island)
- 2016: Michael Chapman – Lescudjack (Lexx Edit) (Emotional Rescue)
- 2016: Venus II – I Want You For Myself (Lexx Remix) (Warner Australia)
- 2017: Smith & Mudd – Mhor (Lexx Remix) (Claremont 56)
- 2017: Hove – Romance (Lexx & Kejeblos Remix) (Light Of Other Days)
- 2019: A.C. Kupper – Honey (Lexx & Kejeblos Remix) (Phantom Island)
- 2019: Domi Chansorn - Strawberry Moon (Lexx Version)  (Phantom Island)
- 2019: Billy Cobham - Sensations (Lexx Remix) (Rebirth)
- 2020: King Sporty - Safari (Lexx Discomix)  (Emotional Rescue)
- 2020: Lexx - Too Hot (Red Hot Remix)   (Phantom Island)
- 2020: The 3 Pieces - Iwishcan William (Lexx Remix) (Rouge Cat Recordings)
- 2020: One Blood - Be Thankful (Lexx Discomix) (Emotional Rescue)
- 2020: Cantoma - Mountain (Lexx Remix) (Highwood Recordings)
- 2020: Pablo Color - Los Claveles 36 (Lexx Remix) (Ish Records)